# Stefan Deak
Stefan Deak (in serbo Стефан Деак?; in ungherese Deák István; Ruma, 23 marzo 1991) è un calciatore serbo naturalizzato ungherese, difensore del Mosonmagyaróvári.

## Biografia
Possiede anche il passaporto ungherese, in virtù delle origini dei nonni.

## Caratteristiche tecniche
Difensore centrale, può giocare in posizione avanzata grazie alle doti offensive.

## Carriera

### Club
Cresce con il Vojvodina, dopo uun'esperienza nella serie minore serba, ed il passaggio alla squadra riserve dello Spartak-Nal'čik in Russia, dove viene più volte fatto allenare e giocato partite amichevoli con la prima squadra. Il 21 gennaio 2011, viene acquistato dal  Deportivo La Coruña con cui firma un contratto di quattro anni e mezzo, venendo impiegato nella squadra B. Tuttavia, dopo aver debuttato contro il Real Madrid Castilla giocata allo Stadio Alfredo Di Stéfano, casa della Castilla nella sconfitta di 7-1 e sceso in campo in altre due occasioni, rimane fermo alle prese con infortuni muscolari vari. A febbraio 2012 viene mandato in prestito fino al termine della stagione all'Hapoel Rishon LeZion, con cui riesce a segnare il primo gol tra i professionisti, ma che non riuscirà assieme ai suoi compagni nell'intento di salvare il club dalla retrocessione in seconda divisione. Rientrato in Spagna viene girato nuovamente in prestito annuale al  Siófok, in massima serie ungherese, terminando il campionato con 14 presenze e con una nuova retrocessione, lasciando il posto per la permanenza all'ultima giornata al Lombard Pápa. Rientrato a La Coruña, con la formazione bianco blu appena retrocessa in Segunda División viene inserito in prima squadra, fa il suo esordio l'11 settembre in Coppa del Re contro il Córdoba restando in campo fino all'85' venendo sostituito da Uxío Marcos. Al termine del campionato vissuto tra panchina e tribuna, con il secondo posto finale riesce ad ottenere la promozione in Primera División facendo ritorno dopo una sola stagione di assenza. Finito fuori rosa, non rientrando più nei piani tecnici il 27 agosto 2014 rescinde il suo legame con i galiziani restando svincolato. Dopo un anno e mezzo senza squadra, il 17 marzo 2016 trova ingaggio con il Mosonmagyaróvár in NBII ovvero la seconda divisione ungherese. Dopo non essere mai sceso in campo a causa del ritardo di condizione, nel campionato seguente diviene un titolare inamovibile per la difesa giocando ben 36 partite e segnando 4 reti, aiutando il club dell'omonima cittadina magiara a centrare un sorprendente 9º posto finale. Le ottime prestazione gli valgono la chiamate dell'Honvéd di Budapest club campione in carica d'Ungheria, con cui firma un contratto biennale. Dopo un buon inizio, un nuovo e grave infortunio al ginocchio subito a febbraio gli fa chiudere anticipatamente la stagione. 
Il 17 gennaio 2019 dopo non essere mai sceso in campo con la squadra di Kispest a causa dell'infortunio subito la stagione prima, a distanza di otto anni ritorna in patria venendo acquistato a titolo definitivo dal Napredak Kruševac terminando con 6 presenze e la squadra a metà classifica. Finita la stagione ritorna in Ungheria firmando con l'MTK Budapest fresco di retrocessione dalla massima serie. Il 4 settembre dopo essere sceso in campo in una sola occasione nella sconfitta di 3-2 contro lo Csákvár con cui rimedia un'espulsione dopo 35 minuti di gioco alla prima giornata, dopo due mesi rescinde il contratto e si accasa allo Szeged sempre in NBII. Dopo due stagioni giocate su buoni livelli con 32 presenze e 2 reti, ritorna a distanza di quattro anni al Mosonmagyaróvár.

### Nazionale
Nel giugno 2006 viene convocato con l'Under-16 della neonata Serbia, giocando un match amichevole. Pochi mesi più tardi scende in campo per un totale di tre presenze con l'under-18, successivamente fa parte per un biennio dell'Under-19, giocando alcune partite di qualificazione per l'europeo di categoria. Nel 2010 viene selezionato dal ct Aleksandar Stanojević per un paio di match amichevoli, rimanendo in panchina.

## Statistiche

### Presenze e reti nei club
Statistiche aggiornate al 7 maggio 2024.
| Stagione               | Squadra                | Campionato             | Campionato | Campionato | Coppe nazionali | Coppe nazionali | Coppe nazionali | Coppe continentali | Coppe continentali | Coppe continentali | Altre coppe | Altre coppe | Altre coppe | Totale | Totale |
| Stagione               | Squadra                | Comp                   | Pres       | Reti       | Comp            | Pres            | Reti            | Comp               | Pres               | Reti               | Comp        | Pres        | Reti        | Pres   | Reti   |
| ---------------------- | ---------------------- | ---------------------- | ---------- | ---------- | --------------- | --------------- | --------------- | ------------------ | ------------------ | ------------------ | ----------- | ----------- | ----------- | ------ | ------ |
| 2008-2009              | Veternik               | SV                     | 3          | 0          | KS              | 0               | 0               | -                  | -                  | -                  | -           | -           | -           | 3      | 0      |
| 2009-2010              | Veternik               | SV                     | 7          | 0          | KS              | 0               | 0               | -                  | -                  | -                  | -           | -           | -           | 7      | 0      |
| Totale Veternik        | Totale Veternik        | Totale Veternik        | 10         | 0          |                 | 0               | 0               |                    | -                  | -                  |             | -           | -           | 10     | 0      |
| 2010                   | Spartak-Nal'čik II     | VL                     | 16         | 0          | -               | -               | -               | -                  | -                  | -                  | -           | -           | -           | 16     | 0      |
| gen.-giu. 2011         | Deportivo B            | TD                     | 3          | 0          | -               | -               | -               | -                  | -                  | -                  | -           | -           | -           | 3      | 0      |
| 2011-feb. 2012         | Deportivo B            | TD                     | 0          | 0          | -               | -               | -               | -                  | -                  | -                  | -           | -           | -           | 0      | 0      |
| Totale Deportivo B     | Totale Deportivo B     | Totale Deportivo B     | 3          | 0          |                 | -               | -               |                    | -                  | -                  |             | -           | -           | 3      | 0      |
| feb.giu. 2012          | H. Rishon LeZion       | Lh                     | 6+5        | 1+0        | CI              | -               | -               | -                  | -                  | -                  | -           | -           | -           | 11     | 1      |
| 2012-2013              | Siófok                 | NBI                    | 14         | 0          | MK+MLK          | 3+2             | 0+0             | -                  | -                  | -                  | -           | -           | -           | 19     | 0      |
| 2013-2014              | Deportivo              | SD                     | 0          | 0          | CR              | 1               | 0               | -                  | -                  | -                  | -           | -           | -           | 1      | 0      |
| mar.-giu. 2016         | Mosonmagyaróvár        | NBII                   | 0          | 0          | MK              | -               | -               | -                  | -                  | -                  | -           | -           | -           | 0      | 0      |
| 2016-2017              | Mosonmagyaróvár        | NBII                   | 36         | 4          | MK              | 0               | 0               | -                  | -                  | -                  | -           | -           | -           | 36     | 4      |
| Totale Mosonmagyaróvár | Totale Mosonmagyaróvár | Totale Mosonmagyaróvár | 36         | 4          |                 | 0               | 0               |                    | -                  | -                  |             | -           | -           | 36     | 4      |
| 2017-2018              | Honvéd                 | NBI                    | 6          | 0          | MK              | 1               | 0               | UCL                | 0                  | 0                  | -           | -           | -           | 7      | 0      |
| 2018-gen. 2019         | Honvéd                 | NBI                    | 0          | 0          | MK              | 0               | 0               | UEL                | 0                  | 0                  | -           | -           | -           | 0      | 0      |
| Totale Honvéd          | Totale Honvéd          | Totale Honvéd          | 6          | 0          |                 | 1               | 0               |                    | 0                  | 0                  |             | -           | -           | 7      | 0      |
| Totale carriera        | Totale carriera        | Totale carriera        | 96         | 5          |                 | 7               | 0               |                    | 0                  | 0                  |             | -           | -           | 103    | 5      |